# Georgette Meunier
Pour les articles homonymes, voir Meunier.
Georgette Meunier, née le 17 octobre 1859 à Bruxelles et morte en 1951 à Etterbeek, est une peintre belge de natures mortes.

## Biographie

### Famille
Georgette Meunier est la fille du graveur Jean-Baptiste Meunier qui lui apprend le dessin, et la nièce du peintre et sculpteur Constantin Meunier.

### Formation
Georgette Meunier suit les cours d'Alfred Stevens à Paris. 

### Carrière artistique
Georgette Meunier expose à Paris et reçoit une médaille de bronze pour l'un de ses tableaux lors de l'Exposition Universelle de 1900. 
Elle expose également au Salon de Bruxelles de 1890 une toile intitulée L'Épée, acquise par le gouvernement belge pour les musées nationaux. 
Elle présente deux tableaux au Fine Arts building de l'Exposition universelle de 1893 à Chicago.
Georgette Meunier est membre du cercle artistique La Chrysalide, puis de L'Essor.

## Distinction
- Chevalier de l'ordre de Léopold (19 mars 1903)[7].

## Collections publiques
- Musée d'Ixelles (Bruxelles)[3]
- Musée des Beaux-Arts de Tournai [3]
- Musées royaux des Beaux-Arts de Belgique[3]

## Postérité
Son tableau daté de 1905 Étude d'un héron est inclus dans le livre Women Painters of the World  qui donne un aperçu des femmes peintres les plus en vue jusqu'en 1905, date de publication de ce livre,. 

## Galerie

Œuvres de Georgette Meunier
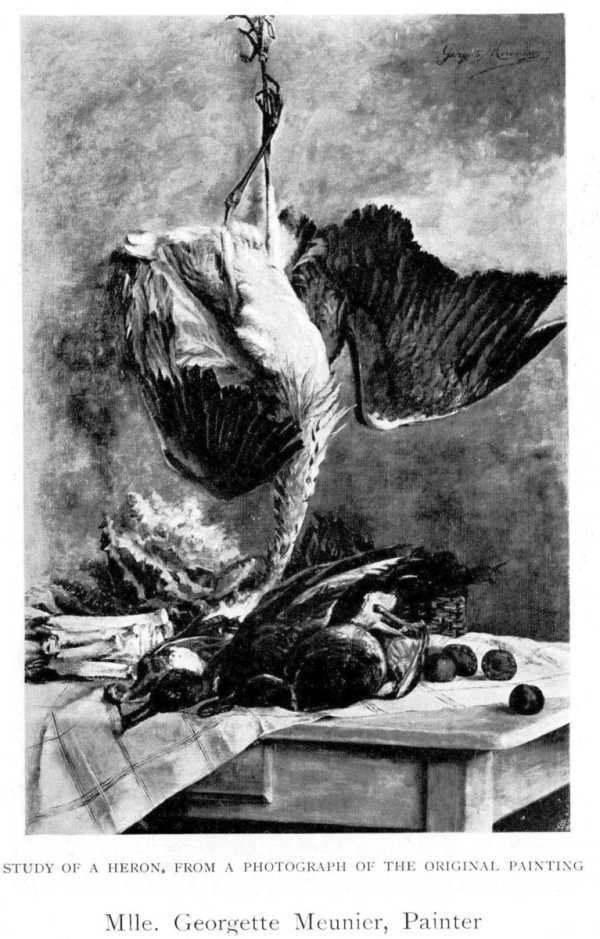
Étude d'un héron (1905), localisation inconnue.
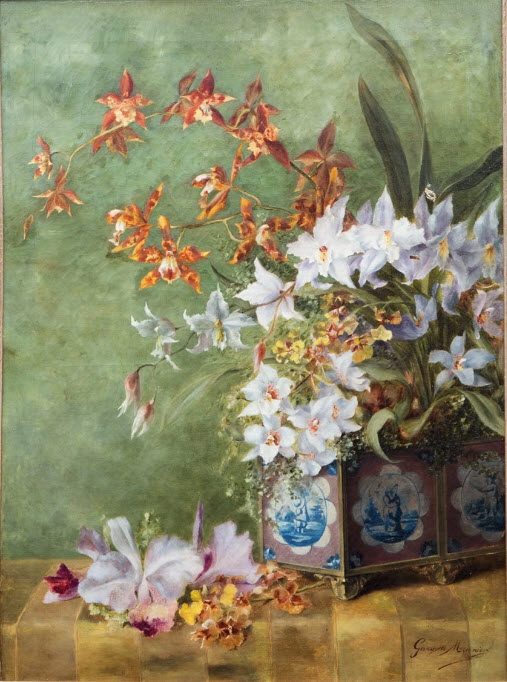
Nature morte avec orchides (c1900), localisation inconnue.
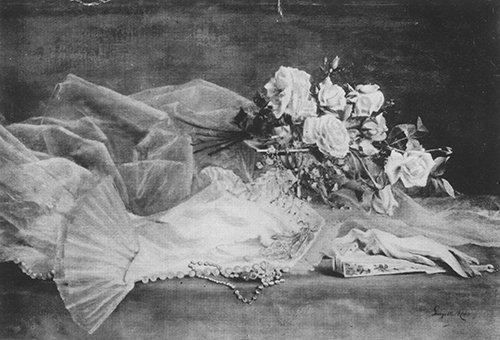
Souvenir de bal (c1900), Musées royaux des Beaux-Arts de Belgique.
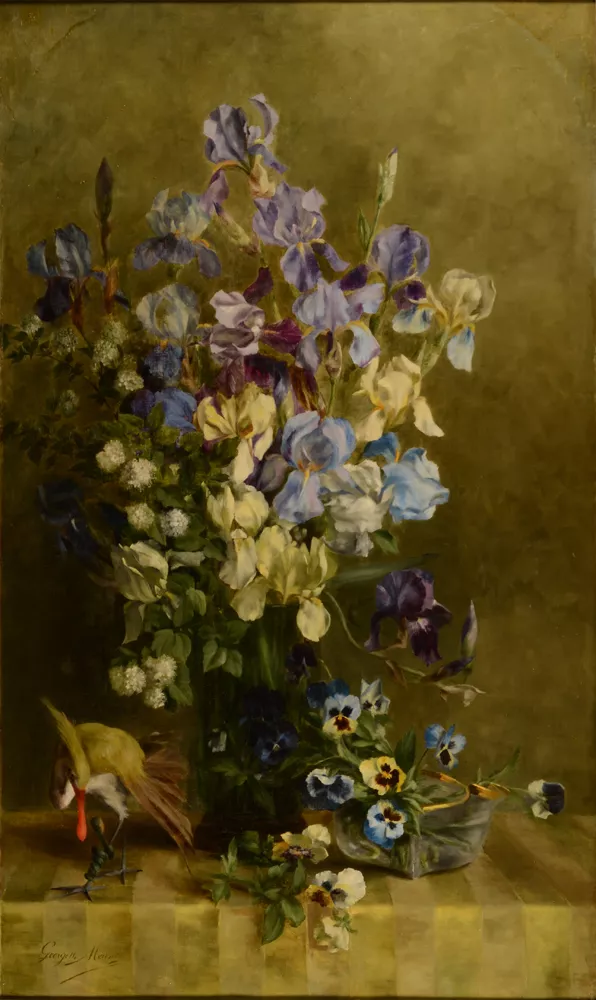
Un bouquet de fleurs, (c1910), localisation inconnue.